# Ice Aged
Ice Aged (alternativer Titel: Vor der Kür) ist ein Kino-Dokumentarfilm aus dem Jahr 2024 von Alexandra Sell. Er erzählt von sechs Menschen fortgeschrittenen Alters, die sich auf die Adult Figure Skating Competition, den weltweit größten Hobby-Wettbewerb im Eiskunstlauf, vorbereiten.

## Inhalt
Die 77-jährige, aus den Niederlanden stammende Toos Van Urk durfte als Kind ihre Träume vom Eiskunstlauf nicht verfolgen. Die in der Sowjetunion geborene, jetzt in Duisburg lebende Ingenieurin Elena Rickmann träumte ebenfalls als Kind von einer Karriere im Eiskunstlauf, aber in ihrer entlegenen Heimatstadt hatte sie keine Chance, sie zu verfolgen. Roland Suckale aus Berlin wurde als Kind als Talent entdeckt, aber hatte nicht die Mittel für eine Karriere im Leistungssport. Nach seiner Karriere als Wirtschaftsprüfer und Emigration in die USA begann er als Rentner im Alter von 70 Jahren, wieder Eiskunstlauf zu trainieren. Die mehrmalige Britische Meisterin im Paarlauf und Teilnehmerin der Olympischen Winterspiele 1968 Linda Bernard erholte sich von einer Lebenskrise, indem sie nach rund 50 Jahren wieder mit dem Eiskunstlauf begann und seitdem mit David Marzell und Nadia Colbourne als Trio auf dem Eis auftritt.
Alle sechs bereiten sich auf die Adult Figure Skating Competition vor, die jedes Jahr in Oberstdorf im Allgäu stattfindet.
Der Film erzählt auch die Geschichte von Sissy Krick, als Kind ein hoffnungsvolles Talent im Eiskunstlauf, die aufgrund einer Verletzung ihre Sportkarriere beenden musste und sich stattdessen als Preisrichterin ausbilden ließ. Sie war jahrzehntelang Mitglied von internationalen Jurys für den Eiskunstlauf und prägte gemeinsam mit ihrem Ehemann Peter Krick das heute bestehende Regelwerk für Eiskunstlaufwettbewerbe. Aufgrund ihres Alters von über 70 Jahren nicht mehr bei Wettbewerben des Spitzensports zugelassen, betätigt sie sich noch ein letztes Mal als Preisrichterin im Hobby-Sport, bevor sie in den Ruhestand geht. Auf die Frage, was ihr liebster Wettbewerb ihrer langen Karriere gewesen sei, sagt sie, die Adult Figure Skating Competition habe ihr mehr Freude bereitet als jeder andere Wettbewerb einschließlich der Olympischen Spiele.

## Hintergrund
Die Idee zu dem Film entstand während der Arbeiten an Alexandra Sells Spielfilm Die Anfängerin von 2017. Er handelt von einer Frau, die sich nach vierzig Jahren wieder auf ihren Kindheitstraum des Eiskunstlaufens besinnt. Während der Dreharbeiten lernte Sell Roland Suckale kennen, der sie in die Welt der Hobby-Eiskunstlaufwettbewerbe einführte und für eine stärkere Medienrepräsentation älterer Menschen im Eiskunstlauf warb. Sell besuchte den Wettbewerb in Oberstdorf und beschloss, über die vielfältigen Geschichten der Menschen, die sie dort kennengelernt hatte, einen Dokumentarfilm zu drehen.
Die Film hätte von dem Wettbewerb im Jahr 2020 handeln sollen, der aber aufgrund der COVID-19-Pandemie ausfiel, ebenso wie der Wettbewerb im Folgejahr. So begleitete Sell die sechs Teilnehmenden über drei Jahre, bis sie sich schließlich ihren Traum von ihrem erneuten Auftritt auf dem Eis erfüllen konnten.

## Veröffentlichung
Ice Aged feierte seine Premiere am 23. Oktober 2024 auf den Internationalen Hofer Filmtagen, seine internationale Premiere am 14. November 2024 auf dem Tallinn Black Nights Film Festival.
Kinostart in Deutschland war der 10. April 2025. Der Film wird von Paul Thiltges Distributions vertrieben.